# D.E.A. – Krieg den Drogen
D.E.A. – Krieg den Drogen (Originaltitel: DEA) ist eine US-amerikanische Fernsehserie. Sie wurde zwischen 1990 und 1991 von Dark Ink Productions und Lorimar Television, heute Teil von Warner Bros. Television, für FOX produziert.
Die Filme Das Kartell des Todes (1991; Death Merchants) und Das Kartell des Todes 2 (1992; Death Merchants 2) basieren auf den Serienfolgen.

## Handlung
Die um Seriosität und Authentizität bemühte Krimiserie handelte von einer Sondereinheit der Polizei zur Drogenbekämpfung, der Drug Enforcement Administration, die auch über die Grenzen der Vereinigten Staaten hinweg operiert und den Import von illegalen Drogen in die USA bekämpft.
Bill Stadler leitete die Gruppe 9 der Sondereinheit, zu der Nick Biaggi, Teresa Robles und Jimmy Sanders gehören; ihr Chef ist Phil Jacobs. 

## Hintergrund
D.E.A. – Krieg den Drogen basiert auf wahren Begebenheiten der Drug Enforcement Administration und dem „War on Drugs“.
Die im dokumentarischen Stil des Cinéma vérité gedrehte Sendung kombinierte mit Schauspielern nachgestellte Szenen, tatsächliches Überwachungsmaterial sowie Filmaufnahmen von Nachrichtensendungen, die über die dargestellten Geschichten berichteten. Das Konzept der Serie stammte von Richard DiLello, der das „hybride Format“ der Serie entwickelt hatte, dass Elemente des Dokumentarfilms mit klassischen Schauspielszenen kombiniert; es wurde an Lorimar Television verkauft und schließlich von der Fox Broadcasting Company beauftragt. Am 14. Mai 1990 gab Fox bekannt, dass die Serie im Freitagabendprogramm neben America’s Most Wanted laufen solle.
Als Produzent fungiert neben David E. Peckinpah, Gordon Freeman, Cyrus Nowrasteh und Peter McCabe auch Michael Ahnemann, der gemeinsam mit Richard DiLello die Drehbücher beisteuerte; DiLello selbst war ausführender Produzent. Regie führten unter anderem Rob S. Bowman und Colin Bucksey. Aufgrund sinkender Einschaltquoten wurde die Sendung im zweiten Jahr in DEA – Special Task Force umbenannt und mehr Gewicht auf das Privatleben der Agenten gelegt; außerdem wurden weniger Gewaltdarstellungen gezeigt. Die ab April 1991 ausgestrahlten Folgen führten jedoch zu keinen nennenswerten Änderungen bei der Sehbeteiligung und die Serie wurde im Juni 1991 endgültig abgesetzt.
Von 1991 bis 2004 strahlte A&E Network das Format Investigative Reports aus, das ähnlich D.E.A. – Krieg den Drogen Kriminalfälle nachstellte; zwischen 2004 und 2011 folgten Einzelfolgen von Investigative Reports zu besonderen Ereignissen.
Die Folgen 16 bis 21 der ersten Staffel von A&Es Investigative Reports beschäftigten sich ebenfalls mit Fällen der Drug Enforcement Administration und wurden in Deutschland 1993 vom Privatsender Vox als D.E.A. – Krieg den Drogen (kurz D.E.A.) ausgestrahlt; die beiden eigenständigen Serienformate haben aber keinen direkten Bezug. Einige Publikationen ordnen diese sechs Folgen von Investigative Reports fälschlicherweise D.E.A. – Krieg den Drogen zu.
2008 folgte eine in Detroit und New Jersey angesiedelte Neuauflage als Reality-TV-Fernsehserie unter dem Titel D.E.A. – Die Drogencops, die zwei Staffeln mit insgesamt 15 Folgen umfasste.

## Besetzung und Synchronisation
Die Synchronisation wurde von der Arena Synchron GmbH, Berlin, erstellt, nach einem Dialogbuch und unter Dialogregie von Erik Paulsen.
| Rollenname      | Schauspieler                | Synchronsprecher    |
| --------------- | --------------------------- | ------------------- |
| Nick Biaggi     | Christopher „Chris“ Stanley | Torsten Michaelis   |
| Bill Stadler    | Tom Mason                   | Frank-Otto Schenk   |
| Ricky Prado     | John Vargas                 | Cuco Wallraff       |
| Jimmy Sanders   | Byron Minns                 | Daniel White        |
| Teresa Robles   | Jenny Gago                  | Eva Kryll           |
| Rafael Cordera  | Miguel Sandoval             |                     |
| Phil Jacobs     | David Wohl                  | Michael Tietz       |
| Carl Schliemann | Alan Scarfe                 | Jürgen Kluckert     |
| Ellen Brunner   | Terri Treas                 | Andreschka Großmann |
| Isabella Solana | Roya Megnot                 | Iris Artajo         |
| Severo DeLasera | Joseph Gian                 | Boris Tessmann      |

## Ausstrahlung und Episoden
Zwischen dem 7. September 1990 und 24. Mai 1991 wurde D.E.A. – Krieg den Drogen auf dem US-amerikanischen Fernsehsender FOX ausgestrahlt; die Fernsehserie wurde jedoch aufgrund geringer Einschaltquoten bereits nach der ersten Staffel abgesetzt.
In Deutschland wurde die Fernsehserie erstmals zwischen dem 24. April 1994 und dem 17. Juli 1994 auf dem Regionalsender TV München ausgestrahlt. Im Jahr 1995 wiederholte kabel eins die Fernsehserie bundesweit und 1997 war die Serie erneut auf TV München zu sehen. Letztmals im deutschen Fernsehen war D.E.A. – Krieg den Drogen in den Jahren 1999 und 2000 auf dem Regionalsender TV Berlin zu sehen.
| Folge | Deutscher Titel              | Erstausstrahlung (DE) | Originaltitel (en)              | Erstausstrahlung (USA) |
| ----- | ---------------------------- | --------------------- | ------------------------------- | ---------------------- |
| 1     | Operation Calico             | 24. April 1994        | America’s global on drugs (DEA) | 7. September 1990      |
| 2     | Angst vorm Schießen?         | 1. Mai 1994           | Aftermath                       | 14. September 1990     |
| 3     | Fenster nach Amerika         | 8. Mai 1994           | Under Presidential Seal         | 21. September 1990     |
| 4     | Das Sprungbrett              | 15. Mai 1994          | Jumping the Trampoline          | 28. September 1990     |
| 5     | Durchbruch in den Tod        | 22. Mai 1994          | Prime Mover                     | 5. Oktober 1990        |
| 6     | Die Rache des Rafael Cordera | 29. Mai 1994          | Bloodsport                      | 12. Oktober 1990       |
| 7     | Die Giftküche                | 5. Juni 1994          | MethLab                         | 26. Oktober 1990       |
| 8     | Die Marihuanaflotte          | 12. Juni 1994         | Moving Mary Jane                | 2. November 1990       |
| 9     | Höhere Gewalten              | 3. Juli 1994          | The Fat Lady Sings Alone        | 19. April 1991         |
| 10    | Tanz mit der Teufelin        | 19. Juni 1994         | Dance with the Devil            | 26. April 1991         |
| 11    | Isabellas Connection         | 26. Juni 1994         | The Connection                  | 3. Mai 1991            |
| 12    | Der Sizilianer               | 10. Juli 1994         | White Lies                      | 10. Mai 1991           |
| 13    | Die Schnellen und die Toten  | 17. Juli 1994         | Zero Sum Game                   | 24. Mai 1991           |

Vor der Ausstrahlung im Fernsehen erschien die Serie in Form von zwei Spielfilmen zur Heimvideo-Verwertung direkt auf VHS: als Das Kartell des Todes (1991; Death Merchants) und als Das Kartell des Todes 2 (1992; Death Merchants 2). Am 10. Februar 2006 veröffentlichte Warner Home Video eine zwei Medien umfassende DVD-Version von Das Kartell des Todes und eine ein Medium umfassende Version von Das Kartell des Todes 2.

## Auszeichnungen
D.E.A. – Krieg den Drogen erhielt von den Kritikern überwiegend positive Kritiken. Der San Francisco Examiner bezeichnete die Fernsehserie 1990 als „den größten Durchbruch der neuen [Fernseh-] Saison“.
Für den Schnitt der Pilotfolge erhielt Dann Cahn 1991 in der Kategorie „Outstanding Editing for a Series – Single Camera Production“ (engl. Herausragender Schnitt für eine Serie – Produktion mit einer Kamera) eine Nominierung für den Primetime Emmy Award und gewann im selben Jahr den Eddie Award der American Cinema Editors (A.C.E.) in der Kategorie „Best Edited Episode from a Television Series“ (engl. Beste bearbeitete Folge einer Fernsehserie).